# Acalypha ambliodonta
Acalypha ambliodonta é uma espécie de flor do gênero Acalypha, pertencente à família Euphorbiaceae.